# Brayati Sport Club
Brayati Sport Club (em árabe: نادي برايتي) é um clube esportivo da cidade de Erbil, no Curdistão Iraquiano.

## História
O clube foi fundado em 1984 na capital curda, Erbil. Foi campeão da Kurdistan Premier League na temporada 2020-21 e vice na edição 2017-18.

## Ligações Externas
- Página no facebook - em curdo